# Cal Groc
Cal Groc és una casa del llogaret de la Plana, al municipi d'Alcover (Alt Camp), inclosa en l'Inventari del Patrimoni Arquitectònic de Catalunya.

## Descripció
Està situada al peu antic de l'antic camí de Picamoixons a Alcover.
Es tracta d'un conjunt de grans dimensions format per l'antiga casa de coberta a dues vessants i amb petites finestres i un magatzem adossat a l'habitatge per la part del jardí, amb estable golfes de petites obertures. L'interior de la casa és d'aspecte força sumptuós.
A la finca hi ha un gran jardí amb palmeres.
La porta principal és formada per dos pilars decorats amb trencadís de ceràmica verda i reixa de ferro.
L'obra és de paredat arrebossat.

## Història
L'edificació original data de 1780, segons consta en una rajola de l'estança principal de la casa.
Al llarg del temps ha experimentat diverses modificacions, la més remarcable de les quals fou la construcció d'una nova porta d'entrada d'inspiració modernista realitzada en la dècada de 1930.
En els anys seixanta fou enderrocada la casa dels frares annexa a l'edifici i va ser necessari construir uns contraforts de maó i formigó per reforçar l'estructura de la casa. Adossat a Cal Groc hi ha l'única resta de la casa dels frares, que és un arc ogival conegut com l'Arc de la Plana.